# Corrado Ricci (aviatore)
Corrado Ricci (Borgo San Lorenzo, 13 settembre 1912 – 1995) è stato un generale e aviatore italiano.
Asso dell'aviazione italiana, combatte durante la Guerra civile spagnola, partecipando al bombardamento di Guernica, primo esempio di guerra totale sulla popolazione civile inerme, e la Seconda guerra mondiale ottenendo cinque vittorie aerea accertate, una probabile e un velivolo distrutto al suolo.

## Biografia
Nacque a Borgo San Lorenzo il 13 settembre 1912, e dopo aver conseguito il brevetto di pilota civile, si appassionò al mondo dell'aviazione decidendo di arruolarsi nelle Regia Aeronautica.
Il 16 ottobre 1931 iniziò a frequentare il Corso Leone presso la Regia Accademia Aeronautica di Caserta, dove si distinse particolarmente negli studi. Uscito dall'Accademia il 1 ottobre 1933 con il grado di sottotenente pilota in servizio permanente effettivo (SPE), il 15 luglio del 1935 entrò in servizio come tenente presso la 79ª Squadriglia, 6º Gruppo, del 1º Stormo caccia terrestre, equipaggiata con i caccia Fiat C.R.32. Nel novembre 1936 partì volontario per combattere nella guerra civile spagnola in seno alla 3ª Escuadrilla de Caza del Tercio, a fianco dei falangisti di Franco contro la Repubblica, conseguendo la sua prima vittoria il 13 novembre quando abbatte un caccia Polikarpov I-15 nel cielo di Madrid, e la seconda il 19 dello stesso mese quando abbatte un caccia Polikarpov I-16 sull'aeroporto di Madrid-Barajas. 
In seguito la 3ª Escuadrilla de Caza entrò a far parte del I Grupo de Caza,  basata sul campo d'aviazione di Torrijos (Toledo), ed in seguito egli passò in forza alla 26ª Squadriglia del XVI Gruppo dell'Aviazione Legionaria in seno alla quale conseguì la sua terza vittoria abbattendo un ricognitore Polikarpov R-Z il 18 luglio 1937.  Il 26 aprile 1937 partecipa insieme alla Legione Condor nazista al bombardamento di Guernica, primo esempio di guerra totale sulla popolazione civile inerme. Rientrato in Patria nello stesso mese divenne successivamente nominato comandante della 155ª Squadriglia  del 6º Gruppo, basato sull'aeroporto di Ravenna.
Nell'agosto del 1939 venne trasferito, con il grado di capitano, in Africa Orientale Italiana, assegnato al comando della 410ª Squadriglia Autonoma Caccia Terrestre, equipaggiata con i C.R.32, e basata sull'aeroporto di Dire Daua.
Il 10 giugno del 1940 il Regno d'Italia entrò in guerra con la Francia e la Gran Bretagna, e la sua squadriglia fu subito in azione contro le forze aeree inglesi e sudafricane presenti in zona. Nel mese di dicembre del 1940 i CR.32 della squadriglia furono equipaggiati con una radio ricetrasmittente, che consentiva di intercettare più agevolmente i bombardieri Bristol Blenheim nel corso delle loro missioni su Dessiè e Addis Abeba. Sofferente di appendicite venne rimpatriato nel corso del mese di maggio del 1941. Durante il corso della guerra divenne comandante della 300ª Squadriglia Caccia Notturna di stanza sull'aeroporto di Ciampino, che aveva il compito di proteggere i cieli della Capitale.  Prima unità della Regia Aeronautica abilitata al volo notturno, la Squadriglia era equipaggiata con i caccia Fiat C.R.42CN Falco e Reggiane Re.2001CN Falco II.
All'atto dell'armistizio dell'8 settembre 1943  rimase fedele al governo Badoglio, trasferendosi al sud, dove fu nominato Capo Ufficio Operazioni del Comando Raggruppamento "Caccia" basato sull’aeroporto di Lecce. Poco tempo dopo fu nominato vicecomandante dello Stormo Notturno, con il quale partecipò alla guerra di liberazione a fianco degli anglo-americani.
Lo Stormo Notturno, costituito il 7 luglio 1944 sull'aeroporto di Lecce, faceva parte del Raggruppamento "Bombardamento e Trasporti" equipaggiato con velivoli Savoia-Marchetti S.M.82 Marsupiale e CANT Z.1007 Alcione
Al termine del conflitto, nel 1946 fu promosso tenente colonnello e nominato Direttore dei Servizi della III Zona Aerea Territoriale (ZAT) di Roma. Nel 1952 fu promosso colonnello, assegnato al Centro alti studi per la difesa di Roma, dal quale, nel gennaio 1954 venne trasferito sull'aeroporto di Bari-Palese. Su questa base assunse il comando del 3º Stormo caccia terrestre  equipaggiato con i bimotori Lockheed P-38 Lightning, sostituiti poi con i velivoli a reazione Republic F-84G Thunderjet quando lo Stormo venne trasferito sull'aeroporto di Verona-Villafranca.
Nel maggio del 1956 lasciò il comando del 3º Stormo  trasferito presso lo Stato maggiore dell'Aeronautica a Roma, in qualità di Capo della Sezione Operazioni e Vicecapo del 1º Reparto dello Stato Maggiore Aeronautica.
Nel corso del 1958 fu nominato Capo Ufficio "Piani Speciali" del Comando NATO AIRSOUTH di stanza a Napoli-Bagnoli. Promosso generale di brigata aerea nel 1960, il 1 ottobre dell'anno successivo fu nominato comandante della 1ª Aerobrigata intercettori teleguidati con Quartier generale sull'aeroporto di Padova. Il 28 ottobre del 1963 venne trasferito al Comando NATO della V Allied Tactical Air Force (ATAF) di Vicenza con l'incarico di sottocapo di stato maggiore per la logistica e, a partire dal 1º luglio 1965, quello di "Deputy Air Defense" dello stesso Comando. Il 26 aprile 1969 fu elevato al rango di generale di squadra aerea lasciando il servizio attivo il 12 gennaio 1972, quando fu collocato in posizione ausiliaria.
Il suo ultimo incarico nel mondo aeronautico fu quello di Ispettore delle Telecomunicazioni e Assistenza al Volo (ITAV), ricoprendolo dal 22 giugno 1970 al 12 gennaio 1972.
Divenuto “terziario francescano”, dopo la morte della moglie e la perdita di uno dei suoi figli per incidente d’auto, chiese di poter diventare sacerdote e missionario in terra d’Africa. Ricevuta l'ordinazione sacerdotale partì missionario per il Gabon, dove si spense presso la sua missione nel 1995.

## Pubblicazioni
- La Romantica Squadriglia, Edizioni “Cielo”, Roma, 1961; ristampato da Editoriale Domus nel 2008
- La Guerra Aerea in Africa Orientale 1940-41, con Christopher F. Shores, Ufficio Storico Stato Maggiore dell'Aeronautica, Roma, 1979.
- Il Corpo Italiano sul fronte della Manica, Ufficio Storico Stato Maggiore dell'Aeronautica, Roma, 1980.
- Vita di pilota, Mursia Editore, Milano 1980.

### Annotazioni
1. ↑  Si trattava di un bombardiere Tupolev SB probabilmente abbattuto su Valdemorillo il 27 luglio 1937.
2. ↑  Si classificò al secondo posto nel suo corso (1931-1933).
3. ↑  Durante la permanenza in Africa Orientale ottenne ulteriori due vittorie accertate, abbattendo un Bristol Blenheim su Shinele il 1 agosto 1940, e un altro Blenheim il 9 marzo 1941 su Dire Daua. Inoltre distrusse al suolo un caccia Gloster Gladiator sul campo d'aviazione di Berbera l'8 agosto 1940.
4. ↑  Dal punto di vista operativo il reparto dipendeva dal 254° Wing della Balkan Air Force.
5. ↑  Velivoli e personale provenivano dai reparti che all'atto della proclamazione dell'armistizio si trovavano sugli aeroporti dell’Italia del sud e da quelli affluiti dai territori occupati del nord. Il reparto effettuò missioni notturne di aviolancio di materiale bellico, viveri, vestiario e medicinali nei territori dei Balcani a favore delle truppe italiane della Divisione Garibaldi e dei partigiani jugoslavi, e voli di trasporto di materiale italiano ed alleato in territorio metropolitano e nelle basi nordafricane.
6. ↑  Trasformato nel frattempo da Stormo Caccia a Stormo Caccia Bombardieri e Ricognizione Tattica.
7. ↑  Le 12 squadriglie I.T in forza all'unità erano al tempo equipaggiate con i missili superficie-aria MIM-3 Nike Ajax e MIM-14 Nike Hercules.
8. ↑  Durante la visita di Giovanni Paolo II in Gabon ebbe modo di incontrare il Papa quando quest'ultimo si recò in visita alla sua missione.

### Fonti
1. 1 2 3 4 5 6 7 8 9 10 11  Cersosimo 2014, p. 39.
2. 1 2  Dunning 1988, p. 22.
3. ↑  Ufficio Storico Stato Maggiore dell'Aeronautica 1977, p. 5.
4. ↑  Logoluso 2010, p. 24.
5. ↑  Logoluso 2010, p. 28.
6. ↑  Logoluso 2010, p. 31.
7. 1 2  Logoluso 2010, p. 33.
8. ↑  Logoluso 2010, p. 43.
9. ↑  Logoluso 2010, p. 47.
10. 1 2 3  Ricci 1961, p. 7.
11. ↑  Ricci 1961, p. 17.
12. ↑  Ricci 1961, p. 26.
13. ↑  Ricci 1961, p. 135.
14. 1 2 3 4 5 6 7 8 9 10 11 12 13  Cersosimo 2014, p. 40.
15. 1 2  Ufficio Storico Stato Maggiore dell'Aeronautica 1977, p. 27.
16. 1 2 3  Ufficio Storico Stato Maggiore dell'Aeronautica 1977, p. 26.
17. 1 2  Ufficio Storico Stato Maggiore dell'Aeronautica 1977, p. 9.
18. 1 2  Cersosimo 2014, p. 41.
19. ↑  Registrato alla Corte dei Conti il 10 giugno 1946, registro n.8, foglio n.169.